# Kovvur
Kovvur là một thị xã và là một nagar panchayat của quận West Godavari thuộc bang Andhra Pradesh, Ấn Độ.

## Địa lý
Kovvur có vị trí 17°01′B 81°44′Đ / 17,02°B 81,73°Đ Nó có độ cao trung bình là 11 mét (36 feet).

## Nhân khẩu
Theo điều tra dân số năm 2001 của Ấn Độ, Kovvur có dân số 39.193 người. Phái nam chiếm 50% tổng số dân và phái nữ chiếm 50%. Kovvur có tỷ lệ 70% biết đọc biết viết, cao hơn tỷ lệ trung bình toàn quốc là 59,5%: tỷ lệ cho phái nam là 74%, và tỷ lệ cho phái nữ là 66%. Tại Kovvur, 11% dân số nhỏ hơn 6 tuổi.